# 젊은 지구 창조론
젊은 지구 창조설(영어: Young Earth creationism, YEC)은 창세기의 기록을 문자적으로 해석해서 지구의 나이는 6,000-12,000년이고, 최초의 6일 동안 모든 창조가 이루어졌다는 기독교 창조론의 한 종류이다. 제칠일재림교 일부 신자들에 의해 시작되어 근본주의계열의 기독교인들에게 주로 지지를 받고 있으나, 축자영감설을 기반으로 한 문자적 해석에 기초하며, 창세기에 나오는 족보를 통해 거슬러 올라가 연대를 계산한다.
주류 과학 이론들의 주장과 정면으로 배치되기에 과학계는 물론 복음주의 신학계에서도 전혀 인정을 받지 못하고 있으며, 반지성주의를 조장하는 것으로 과학계와 신학계 모두에서 비판을 받는다.

## 역사

### 근대 이전의 젊은 지구 창조설
과학의 발전이 이루어지기 전에는 사람들은 성경의 내용을 문자 그대로 믿었으며, 젊은 지구 창조설은 근동지방의 설화로부터 전통적인 역사로서 내려오고 있었다.
이것은 천동설과 마찬가지로 과학적으로는 근거가 전혀 없는 순전한 믿음에 의한 것이었고, 종교개혁지도자들의 주장의 일부와 맞물리면서 확산되었다. 과학이 발달하기 전에는 과학적 사실과 종교적 믿음이 분리되지 않았기 때문이며, 이는 어거스틴의 언급에서도 발견된다.

### 근대 이후의 젊은 지구 창조설
하지만 19세기 이후, 찰스 라이엘의 오랜 연대론적 동일 과정설을 기반으로 한 지질학의 발달, 찰스 다윈의 진화 생물학, 천문학 등의 과학이 발달하면서 창조설은 점차 신뢰를 잃어가게 되었다. 이후 지구의 나이와 우주의 나이 및 생화학 등의 등장과 더불어 기존의 젊은 지구 창조설은 적어도 학계에서는 소수로 전락하였다.
이에 대한 반발로 1920년대 《근본주의 선언(The Fundamentals)》이라는 12권의 책자를 통해 진화에 반대하는 교계의 강력한 움직임이 대두되었고, 각국에서 성경에 기초한 과학단체들이 나타나기 시작하였다.
이들 중 젊은 지구 창조론을 강력히 주장한 단체들로는 1938년 제7일 안식교인인 조지 맥크리디 프라이스가 홍수 지질학을 주장하며 설립한 홍수 지질학회(Deluge Geology Society), 1960년에 창립된 창조연구회(Creation Research Society), 1970년에 창조과학의 아버지라 불리우는 헨리 모리스가 세운 미국 창조과학회(Institute for Creation Research), 1994년에 설립된 켄 햄의 Answer in Genesis) 등이 있다.

## 주장
젊은 지구 창조설자들은 크게 다섯 가지 과학적 사실을 인정하지 않는다. 첫번째는 지구의 나이, 두번째는 지질학적 동일 과정설, 세번째는 주류 생물학과 진화학의 주장들, 네번째는 생화학에 해당하는 생명의 기원, 다섯번째는 자연주의적 우주 발생 기원인 빅뱅 이론이다.
또한 인간과 공룡의 공존과 같은 것들을 주장하며, 이들은 창조설과 과학(진화학)의 논쟁이 실제로 일어난 역사가 무엇이냐에 대한 세계관 또는 패러다임의 논쟁이라고 주장한다.

## 비판

### 유사과학적 주장들
젊은 지구 창조설자들의 주장들은 대부분 과학적 용어를 자의적으로 해석한 것들로 인해 과학계로부터 많은 비판을 받는다. 예를들면 미토콘드리아 이브를 '단일 개체' 혹은 '전 인류의 조상'으로 왜곡하여 이를 젊은 지구 창조설의 근거라고 주장한다거나, 생명의 다양성 증가로 정의되는 진화, 종분화로 정의되는 대진화를 다르게 정의하여 진화론을 비판하는 것, 또는 일반적인 생물의 분류와 그 기준을 제대로 이해하지 못한 채 자의적인 '종류'를 정의하는 것 등으로 큰 혼선을 주기도 한다. 또 이들의 주장 대부분이 기존의 과학계 논문에서 체리피킹하여 왜곡된 인용을 통해 이루어지므로 전혀 신뢰할 수 없는 것들 뿐이다.

### 교육계의 비판
한국에서의 젊은 지구 창조론 단체들은 과학적 연구 성과는 전무하며, 대중 강연과 정치적 압력 단체 활동 등에 주력하고 있다. 대표적으로 교과서 내용변경 행정청원을 통하여 현재 초중등 생물 교육과정의 진화론 교육에 대해 과학 외적인 방법으로 영향력을 끼치기 위한 활동같은 것들이 있다. 그러나 이런 행위는 국가 권력을 이용해 특정 종교의 세계관을 강제적으로 교육시키고자 하는 행위이므로 대한민국 헌법 제20조 '모든 국민은 종교의 자유를 가진다. 국교는 인정되지 아니하며, 종교와 정치는 분리된다'를 위반하는 행위로 볼 수 있다.

## 참고 문헌
- 로널드 L. 넘버스 (2016). 《창조론자들》. 새물결플러스. ISBN 9791186409558.

## 같이 보기
- 다른 창조주의
  - 오랜 지구 창조설(OEC)
  - 간격설(en:Gap creationism, 단절설)
  - 유신진화론

- 유사과학
  - 창조과학
  - 반지성주의
  - 창조연대

- 기독교 근본주의
  - 축자영감설